# Lamme (Jaya)
Lamme is een bestuurslaag in het regentschap Aceh Jaya van de provincie Atjeh, Indonesië. Lamme telt 454 inwoners (volkstelling 2010).